# Pastís de noces
El pastís de noces és un pastís que se serveix als convidats durant un casament. En la cultura moderna occidental, normalment es tracta d'un gran pastís amb moltes capes o pisos i decorat amb força sucre glacé, sovint sobre una capa de massapà o fondant, coronat amb una petita figura que representa la parella. També trobem altres motius com coloms, aliances d'or o ferradures, les quals simbolitzen la bona sort. Aconseguir un pastís compacte i sòlid, que pugui aguantar les decoracions i que alhora sigui comestible, pot ser considerat l'exemplificació en persona de l'art i les habilitats del pastisser. Generalment, la tradició diu que els nuvis facin junts el primer tall de pastís, sovint amb un ganivet cerimonial o fins i tot amb una espasa. Una tradició més vella i arcaica consistia en el fet que la núvia servís el pastís a la família del nuvi, com a transferència simbòlica de les responsabilitats que tenia envers la seva pròpia família a les responsabilitats que acabava d'adquirir amb la família del nuvi.
La tradició també dicta que la núvia i el nuvi es donin l'un a l'altre la primera mossegada de pastís. Novament, això representa la nova formació d'unitat familiar i la substitució de l'anterior unió entre pare i fill.
Aleshores, els altres convidats poden menjar pastís i emportar-se'n algun tros a casa o portar-ne a aquelles persones que s'han perdut el convit. Una antiga tradició diu que si una dama d'honor dorm amb un tros de pastís sota el coixí pot somiar amb el seu futur marit.
Es pot guardar un tros de pastís per tal que la parella se’l mengi en el seu primer aniversari o en el bateig del seu primer fill. Algunes vegades aquest tros pot ser del pis de dalt o un tros del tall que els nuvis van compartir, depenent dels costums locals.